# Amusia
Genre
Amusia est un genre d'araignées aranéomorphes de la famille des Gnaphosidae.

## Distribution
Les espèces de ce genre se rencontrent en Afrique de l'Est et en Afrique du Sud.

## Liste des espèces
Selon World Spider Catalog (version 17.5, 26/10/2016) :
- Amusia cataracta Tucker, 1923
- Amusia murina Tullgren, 1910

## Publication originale
- Tullgren, 1910 : Araneae. Wissenschaftliche Ergebnisse der Schwedischen Zoologischen Expedition nach dem Kilimandjaro, dem Meru und dem Umbegenden Massaisteppen Deutsch-Ostafrikas 1905-1906 unter Leitung von Prof. Dr Yngve Sjöstedt. Stockholm, vol. 20, no 6, p. 85-172.